# Episodi di Tin Star (prima stagione)
La prima stagione della serie televisiva Tin Star, composta da dieci episodi, è stata resa disponibile nel Regno Unito il 7 settembre 2017 su Sky Box Sets e Now.
In Italia, la stagione è andata in onda in prima visione sul canale satellitare Sky Atlantic dal 12 settembre al 10 ottobre 2017.
| nº | Titolo originale     | Pubblicazione UK | Prima TV Italia   |
| -- | -------------------- | ---------------- | ----------------- |
| 1  | Fun and (S)laughter  | 7 settembre 2017 | 12 settembre 2017 |
| 2  | The Kid              | 7 settembre 2017 | 12 settembre 2017 |
| 3  | Comfort of Strangers | 7 settembre 2017 | 19 settembre 2017 |
| 4  | Jack                 | 7 settembre 2017 | 19 settembre 2017 |
| 5  | Bait                 | 7 settembre 2017 | 26 settembre 2017 |
| 6  | Cuckoo               | 7 settembre 2017 | 26 settembre 2017 |
| 7  | Exposure             | 7 settembre 2017 | 3 ottobre 2017    |
| 8  | This Be the Verse    | 7 settembre 2017 | 3 ottobre 2017    |
| 9  | Fortunate Boy        | 7 settembre 2017 | 10 ottobre 2017   |
| 10 | My Love Is Vengeance | 7 settembre 2017 | 10 ottobre 2017   |

## Fun and (S)laughter
- Diretto da: Rowan Joffé
- Scritto da: Rowan Joffé

### Trama
Canada. Jim Worth è in macchina assieme alla moglie Angela e ai due figli Anna e Peter. Costretto a fermarsi a una stazione di servizio, Jim ha fretta di ripartire, ma il piccolo Peter deve andare in bagno. Angela non fa in tempo a slegarlo dal seggiolino che davanti alla vettura sopraggiunge un uomo mascherato. Costui spara un colpo diretto a Jim e il sangue colpisce in pieno volto Anna.
Un anno prima. Jim Worth è un poliziotto inglese che si è trasferito a Little Big Bear, una piccola comunità nelle Montagne Rocciose Canadesi, per dirigere la locale stazione di polizia. Little Big Bear è una località talmente tranquilla che il predecessore di Jim trascorreva le giornate di lavoro a pesca nella riserva. Jim ha avuto problemi di alcolismo e festeggia due anni da sobrio. La moglie Angela sta cercando di integrarsi, ma ha bruciato il caramello con cui farcire il torrone da vendere alla fiera di beneficenza. La primogenita Anna soffre la lontananza da Londra e il vivere in un posto così isolato e pieno di gente senza ambizioni la fa sentire in gabbia. Alla fiera Angela conosce Elizabeth Bradshaw, una donna appena arrivata in città, che le compra tutto il torrone. Elizabeth è la vicepresidente pubbliche relazioni della North Stream Oil, una compagnia petrolifera statunitense che ha scelto Little Big Bear per costruire una raffineria. Parlando alla comunità, Elizabeth cerca di convincere gli abitanti che la raffineria comporterà enormi benefici per l'indotto turistico. Jim si dice contrario ed Elizabeth lo punzecchia sul fatto che dovrebbe lavorare di più anziché pescare.
Presente. Il progetto della raffineria è andato in porto e Little Big Bear si è popolata grazie ai dipendenti della compagnia. Tutti sono entusiasti, tranne Anna che ha trovato un'anatra morta, a suo dire avvelenata dalla raffineria. Jim interrompe Elizabeth mentre sta chiudendo con Wallace Lyle l'acquisto dei suoi terreni da parte della North Stream. Elizabeth fa saltare l'affare e Daniel Lyle, il fratello di Wallace, un uomo instabile, colpisce Jim con un pugno. Il poliziotto reagisce e lo mette al tappeto, subendo un richiamo per abuso di potere. Jim riceve Louis Gagnon, capo della sicurezza della North Stream, il quale auspica una proficua collaborazione tra la compagnia e la polizia che garantisca la sicurezza di tutti. Senza che Jim se ne accorga, Gagnon nasconde una cimice sotto il tavolo del suo ufficio.
Il cadavere di Susan Bouchard, la dottoressa che dirige la comunità di recupero frequentata da Jim, viene ritrovata morta a bordo della propria auto. Il medico legale afferma che si tratta di suicidio, ma Jim non è convinto di questa conclusione perché ultimamente Susan aveva espresso una forte preoccupazione per la propria incolumità. La telefonata di Jim con il suo sottoposto Nick McGillen, in cui esprime questa sua impressione, è ascoltata da Gagnon. Quella notte Peter, il figlio di cinque anni di Jim, trova una valigia sull'uscio di casa con un serpente e l'uomo vede dalla finestra qualcuno scappare. Jim e la famiglia abbandonano Little Big Bear per finire alla pompa di benzina, dove si consuma la sparatoria con l'uomo mascherato. Jim si abbassa e il proiettile colpisce Angela, intenta a slegare Peter dal seggiolino.
In ospedale, mentre Angela lotta tra la vita e la morte, per il piccolo Peter non c'è stato nulla da fare. Jim si alza per andare in bagno. Qui si spoglia, rivelando un tatuaggio sulla schiena raffigurante un esemplare simile al serpente nella valigia, e un sé stesso che lo sta osservando dallo specchio.

## The Kid
- Diretto da: Marc Jobst
- Scritto da: Rowan Joffé

### Trama
Frank Keane, il mandante del killer che avrebbe dovuto uccidere Jim, è rintanato assieme ai suoi tre compari. Johnny, criminale originario di Blackpool che lavora da tempo con Frank, inveisce contro Whitey Brown, il giovane assassino che non è stato capace di portare a termine il compito, anzi ha complicato loro le cose uccidendo un bambino di cinque anni. Il terzo complice è Reginald Godswill, un pacato uomo di colore che nonostante l'altezza imponente è abituato a lavorare nell'ombra. La principale preoccupazione di Frank è riuscire a passare inosservati a Little Big Bear. La soluzione è individuata nel farsi assumere come manovali della North Stream.
Jim ordina il blocco della strada principale di Little Big Bear per stanare l'assassino. Questo ovviamente indispone la North Stream, causando problemi alla viabilità degli operai. Elizabeth prova senza successo a convincere Jim a revocare il blocco, offrendo i soldi della compagnia per pagare le cure mediche ad Angela. Convinto che ci sia un legame tra quanto gli è accaduto e la morte di Susan Bouchard, Jim fa riaprire il caso della dottoressa che negli ultimi mesi di vita ha indagato sulle attività della North Stream. Di notte Whitey si introduce nella casa di Jim, curiosando nella stanza di Peter e dormendo nel suo letto con il flauto del bambino. Prima di andare via il mattino seguente, Whitey si accorge che Anna ha trovato un mozzicone di sigaretta fumato da Johnny. 
Frank ordina alla banda di entrare in possesso del mozzicone, pericoloso in quanto il DNA di Johnny può ricondurre a loro. Jim e Anna si trasferiscono in un albergo, piantonato da Nick che ha l'ordine di non far entrare nessuno. Angela si sveglia dal coma e Jim è costretto a dirle che Peter è morto. Il dolore che sta provando, anestetizzato dalla frenesia di assicurare il colpevole alla giustizia, spinge Jim a infrangere la sobrietà dopo due anni. Anna, rimasta sola in albergo, è attirata fuori dalla stanza dal suono del flauto di Peter e cammina nel bosco. Qui Johnny tenta di avvicinarla e la mette in fuga, facendola finire sulla strada a fermare una macchina di passaggio. Al volante c'è Whitey che ha così la scusa per riaccompagnarla in hotel.

## Comfort of Strangers
- Diretto da: Alice Troughton
- Scritto da: Rowan Joffé

### Trama
Whitey si accanisce su un cadavere, colpendolo ripetutamente con un masso. Nel fiume galleggia la borsa rossa di Anna.
La notte precedente. Whitey accompagna Anna al Randy's Roadhouse, il principale bar di Little Big Bear, in cui si trova suo padre. Quando vede Jim ubriacarsi senza ritegno, Anna esce dal locale e ritrova Whitey che ovviamente contava sulla rabbia della ragazza per aver assistito a quella scena. Whitey instaura un legame con lei, raccontandole di essere venuto in Canada a lavorare per poter garantire alla madre alcolista il soggiorno in una costosa clinica in Inghilterra. Whitey accompagna Anna nella riserva indiana, dove la ragazza desidera vedere la diga.
Jim si risveglia nel letto di Jaclyn, una donna indiana, senza sapere come ha fatto a finire in quel posto. I fratelli di Jaclyn non sono affatto felici di vederla assieme a un bianco e lo accompagnano fuori dalla riserva. Jim si precipita a piedi nudi in albergo e, scoprendo che Anna non si trova nella camera, inveisce contro Nick per non averla sorvegliata. Elizabeth mobilita gli operai della North Stream per cercare la ragazza scomparsa, creando l'ennesimo attrito con Gagnon che non tollera l'ennesima interruzione dei lavori. Quando viene segnalata la presenza di due ragazzi sulla diga, Jim si precipita nella riserva con i rinforzi e accompagnato dalla collega Denise Minahik, figlia del capo indiano. Denise intercede con suo padre per restituire la pistola d'ordinanza che Jim ha dimenticato a casa di Jaclyn, venenedo però redarguito di non provocare ulteriori problemi alla tribù.
Anna e Whitey salgono fino in cima alla diga. Whitey tenta diverse volte di accedere alla borsa per recuperare il mozzicone, ma Anna è sempre all'erta e continua a raccontare dei suoi problemi e di come vorrebbe farla finita. Whitey fa cadere la borsa nel torrente e Anna è disposta a buttarsi per recuperarla. Mentre Whitey prova a trattenerla, Frank, Johnny e Reginald li osservano a distanza con il fucile di precisione puntato contro Anna. Johnny prende l'arma, pronto a sparare ad Anna, quando irrompono le volanti della polizia che li mettono in fuga. Whitey riporta Anna al sicuro tra le braccia del padre e Whitey è celebrato dai giornali come il dipendente della North Stream che ha salvato la ragazza. Furioso per il danno che ha causato, Whitey sfoga tutta la sua ira repressa contro Johnny e lo uccide davanti agli attoniti animali della riserva.

## Jack
- Diretto da: Marc Jobst
- Scritto da: Rowan Joffé

### Trama
Whitey si appresta a uccidere Jim durante il funerale di Peter, ma cambia idea quando si accorge dei numerosi poliziotti presenti alla cerimonia. Dimessa dall'ospedale, Angela non vuole lasciare Little Big Bear perché tutti i ricordi di Peter sono legati ai giocattoli sparsi per casa. Anna ascolta una conversazione tra Denise e Nick in cui parlano della notte trascorsa da suo padre nella riserva con Jaclyn. Di questo ovviamente Jim non ha fatto parola con Angela, così come le sta tenendo nascosto l’aver ricominciato a bere. Denise informa Jim che Jaclyn è una possibile testimone della morte di Susan Bouchard, avendo visto un dipendente della North Stream allontanarsi dalla scena del crimine, ma non intende rilasciare alcuna dichiarazione giurata per non essere in pericolo.
Sul caso Bouchard stanno indagando i federali. Il detective Benoit Lehane mette nel mirino le bande di bikers, con cui in passato la polizia ha avuto parecchi problemi. Il principale indiziato della morte di Peter è invece Daniel Lyle, il cui movente sarebbe la mancata vendita dei suoi terreni alla North Stream Oil che Jim ha fatto saltare. Jim non è convinto della pista che sta seguendo Lehane, ritenendo che Lyle (benché disadattato) non sarebbe mai capace di compiere un gesto simile. Elizabeth pranza con Dermot O’Hanrahan, un giornalista che sta indagando sulle nefandezze della North Stream. Gagnon voleva che Elizabeth si concedesse a Dermot, così da non far pubblicare alcun articolo contro la società, ma il pudore e il passato da reporter della donna hanno avuto la meglio sulle oscure manovre del capo della sicurezza.
Whitney rivela a Frank di aver ucciso Johnny, proclamandosi leader della banda. Il giovane insiste per restare a Little Big Bear, soprattutto perché sta instaurando un rapporto sempre più complice con Anna. Alla conferenza stampa con i federali, Jim accusa la North Stream della morte di Peter. Il giorno seguente le azioni della compagnia crollano e la raffineria è presa d'assalto dai giornalisti. Per vendicarsi Gagnon fa trapelare i segreti del capo della polizia, dall'alcolismo alla relazione avuta con Jaclyn. Whitney e la banda assaltano un camion della North Stream, sequestrandone il carico. Gagnon inocula a Wallace Lye una sostanza che gli causa un attacco cardiaco, costringendolo a firmare la vendita dei terreni alla North Stream. Mentre Daniel Lyle è arrestato con l'accusa di omicidio, Angela sbatte Jim fuori di casa. L'uomo, ubriacatosi da Randy's, aggredisce a pugni un biker.

## Bait
- Diretto da: Alice Troughton
- Scritto da: Tom Butterworth, Rowan Joffé e Chris Hurford

### Trama
Denise e Nick intervengono per delimitare il punto in cui è avvenuto l'assalto del furgone della North Stream. I due poliziotti accertano che il conducente, seduto nell'abitacolo, ha il battito debole e necessita di soccorsi immediati. Whitey e i suoi compari sono appostati nel bosco, in attesa che sopraggiunga il loro bersaglio, vale a dire Jim che non risponde alle continue chiamate di Nick. A un certo punto Denise è colpita alla spalla da Whitey, il quale ha sparato dopo essere stato innervosito da Frank.
Il mattino seguente Nick trova Jim al bancone del Randy's, accusandolo dell'incidente occorso a Denise e di averli abbandonati nel momento del bisogno. Elizabeth si presenta a casa di Angela con una proposta della North Stream. La compagnia è disposta a mettere una buona parola sul conto di Jim, la cui posizione da capo della polizia è a forte rischio per le sue condizioni psicofisiche, in cambio della firma di Angela alla ritrattazione delle accuse che il marito ha rivolto alla North Stream in conferenza stampa. Angela e Anna, unite nella difficoltà che stanno vivendo, rifiutano ogni ritrattazione e invitano Elizabeth ad andarsene. Dopo aver accertato che il carico sequestrato comprende dei computer, Gagnon ha capito che dietro al furto potrebbe esserci Frank e gli ricorda che tutti i dipendenti della North Stream sono sottoposti a continuo monitoraggio. Reginald raggiunge Jim da Randy's, spacciandosi per il rappresentante di una clinica che sua moglie ha incaricato di ricoverare per ripulirlo dall'acolismo. Jim subodora subito che qualcosa non va e, fingendo di stare al gioco, accetta di farsi portare alla clinica. Durante il tragitto, con Whitey che li segue a distanza, Jim riesce a immobilizzare Reginald al sedile di guida e a portarlo fuori strada, ferendolo con un pugno alla tempia e poi, frenando bruscamente dopo avergli sganciato la cintura di sicurezza, facendolo precipitare fuori dalla macchina. Jim vuole sapere il nome del killer che ha ucciso Peter e Reginald si assume la colpa, salvando così la sua banda. Reginald dice anche di conoscere l'oscuro passato di Jim e lo chiama Jack Devlin. Whitey assiste da lontano a Jim/Jack che finisce il compare con due colpi di pistola.
Jim, appostato fuori da casa sua, sente uno sparo e si precipita dentro. Qui trova Angela che, imbracciato un fucile, ha sparato contro il serpente della valigia. Marito e moglie si riavvicinano, anche se Angela sente sul corpo di Jim del sangue non suo. Frank instaura una relazione con Randy, la proprietaria dell'omonimo bar, convincendola che può aumentare gli introiti del suo locale trasformandolo in uno strip club. Whitey promette a Frank che vendicherà Reginald, sterminando Jim e tutta la sua famiglia. Il giovane si avvicina minaccioso alla casa del capo della polizia, nascondendo una pistola.

## Cuckoo
- Diretto da: Grant Harvey
- Scritto da: Rowan Joffé

### Trama
Gagnon sale in macchina, pronto per andare al lavoro, quando da dietro spunta Jack che tenta di strangolarlo.
24 ore prima. Whitey si introduce in casa di Jim ed è sorpreso alle spalle da Angela che gli punta contro il fucile. Anna spiega alla madre che Whitey è il ragazzo che l'ha salvata sulla diga. Usciti al fiume, Whitey non trova il coraggio di compiere la sua missione perché sente di amare Anna e non volerle fare del male. Angela, rovistando tra la roba di Jim, trova all'interno della divisa sporca il badge di Reginald alla North Stream. Angela sembra aver capito cosa ha combinato suo marito, tanto che esce per bruciare la divisa e far sparire la prova del delitto. Dopo aver appiccato il fuoco, la donna sviene ed è soccorsa da Whitey che così si guadagna la fiducia della donna.
Elizabeth dice a Gagnon di non capire per quale motivo ce l'abbia così a morte con Jim. Convinta che il capo della sicurezza nasconda qualcosa, Elizabeth chiede alle risorse umane di visionare il suo curriculum. Si scopre che Gagnon, all'apparenza molto qualificato e con parecchia esperienza sul campo, ha svolto un incarico segreto per gli indiani a Reverie, del quale non si sa nulla. Navigando su Internet, Elizabeth si imbatte in un articolo che parla di morti misteriose avvenute a Reverie. Jim, rientrato a casa per cena, non vede di buon occhio la presenza di Whitey e lo manda via bruscamente perché la famiglia deve discutere di questioni private. Anna, prima che Whitey se ne vada, lo bacia. Quella sera Angela si reca nell'albergo in cui alloggia Jim per ubriacarsi insieme a lui. A un certo punto, dopo che hanno bevuto parecchi bicchieri, Angela chiede a Jack Devlin di uccidere l'assassino di Peter.
Presente. Dopo una colluttazione, Gagnon e Jim si siedono a discutere. Gagnon dice di aver letto il fascicolo di Jim, scoprendo che è un agente sotto copertura. Frank comunica a Whitey che ha deciso di abbandonare la missione di vendicare la madre morta, di cui lo stesso Frank è stato l'amante. Whitey si trova così solo ad affrontare Jack Devlin.

## Exposure
- Diretto da: Gilles Bannier
- Scritto da: Tom Butterworth, Rowan Joffé e Chris Hurford

### Trama
Una bottiglia infiammata provoca un incendio nel compound della North Stream. Mentre i dipendenti fuggono al punto di raccolta, Jim sfonda la porta di una delle stanze dei dipendenti.
24 ore prima. La polizia rinviene il cadavere di Reginald, carbonizzato nel suo veicolo. Il falso documento d'identità asserisce che si tratta di Roger Crouch, dipendente della North Stream. Denise e Nick sospettano di Jim, essendo stato visto da diversi testimoni uscire da Randy's in compagnia di un uomo con le fattezze di Crouch. Angela, interrogata da Nick, fornisce un alibi a Jim dicendo che all'ora del delitto stavano facendo l'amore. Di fronte ai dubbi di Denise, Jim decide di rivelare alla collega che è un agente sotto copertura e ritiene Crouch membro della banda responsabile della morte di suo figlio Peter. Denise restituisce a Jim il distintivo per poter indagare. Gagnon mette al corrente Frank di sapere tutto sul suo conto e di appoggiare la sua guerra contro Jim, essendo anche lui desideroso di farla pagare al capo della polizia.
Elizabeth si avventura nella desolata Reverie per scoprire la verità sul conto di Gagnon. L'unica persona che accetta di scambiare due parole con lei è Jaclyn, la quale rivela di aver perso due figli per le esalazioni di carbonio provenienti dalla North Stream. Elizabeth ha così modo di appurare che Gagnon ha corrotto la polizia di Reverie per tenere nascosto l'incidente e salvare la reputazione della compagnia. Un poliziotto telefona a Gagnon per informarlo che Elizabeth ha iniziato a ficcanasare nei loro affari. Anna e Whitey fanno l'amore per la prima volta, ma tra i due non sta sfociando nulla di significativo. Infatti, mentre Anna non riesce ad abbattere il muro di enigmaticità che circonda Whitey, il ragazzo fatica a fingersi impassibile di fronte alla tragedia di Peter che lui stesso ha provocato. Quando Anna fa ritorno a casa, Jim capisce che la figlia ha avuto un rapporto sessuale e vuole sapere da Whitey se l'ha trattata con rispetto. Jim decide di introdursi nella North Stream, dopo che quel giorno Gagnon lo aveva cacciato in assenza di un mandato di perquisizione.
Presente. Jim provoca l'incendio e si intrufola nella stanza di Reginald/Crouch. Qui trova un giubbotto del clan dei biker a cui la banda ha cercato di attribuire i crimini avvenuti a Little Big Bear. Jim si reca da Randy's, ormai diventato uno strip club, dove parla con Randy per sapere chi è il socio con cui si è messa in affari. Randy va nel retrobottega, dove Frank sta lavorando alla contabilità del locale, per sapere in che guai si è cacciato. Frank è costretto a rivelarle che Jim è il famoso debito d'onore che aveva ancora in sospeso, chiedendole di reggergli il gioco fino a quando non sistemerà tutto. Jim si introduce nel retrobottega, senza trovare Frank che si è nascosto dietro la porta dell'uscita secondaria.

## This Be the Verse
- Diretto da: Grant Harvey
- Scritto da: Tom Butterworth, Rowan Joffé e Chris Hurford

### Trama
Jim minaccia Frank di sparare a Randy, quando un botto proveniente dall'esterno lo costringe a precipitarsi fuori. I biker hanno incendiato la sua automobile, in quanto arrivando al bar ha volutamente travolto le loro motociclette. Jim si sottopone all'inevitabile pestaggio della banda. Il mattino seguente Angela trova un biglietto di Anna che ha deciso di andarsene di casa, fuggendo dalla situazione drammatica che sta vivendo la famiglia, dirigendosi a piedi verso l'aeroporto. Angela si precipita dalla North Stream Oil per sapere da Whitey cosa è successo tra lui e sua figlia. Whitey accompagna Angela a cercare Anna, la quale ha rifiutato l'autostop di un biker.
Elizabeth è fuggita dalla riserva insieme a Jaclyn per andare a Calgary a rilasciare una dichiarazione giurata. Gagnon telefona a Elizabeth, minacciandola di fare del male al marito e ai figli che vivono a Toronto. Jaclyn ha l'esigenza di passare da Little Big Bear per rifornirsi di droga, di cui è in astinenza, ed Elizabeth decide di assecondare la sua richiesta, benché comporti il pericolo di essere intercettate da Gagnon. Elizabeth sembra aver scelto di consegnarsi all'uomo, ma all'ultimo momento fugge via con Jaclyn. Angela e Whitey tornano a casa con Anna, quando arriva Jim che inveisce contro Whitey perché sta mettendo in pericolo la figlia. Anna si mette in mezzo ai due litiganti, ricevendo una gomitata involontaria dal padre. La giovane e Whitey se ne vanno e Angela chiede a Jim di smetterla con la storia di Jack.
Elizabeth e Jaclyn si presentano a casa di Angela, chiedendole di spegnere le luci perché Gagnon sta arrivando. Gagnon mette fuori combattimento Angela, ma è minacciato da una spaventata Jaclyn che gli spara a un dito. Gagnon sta per sparare a Elizabeth, quando la rediviva Angela esplode un colpo di fucile che uccide il francese. Whitey porta Anna al sicuro in una baita, decidendo di raccontarle la verità sulla sua famiglia. Frank tenta di uccidere Jim al cimitero, dove era andato a bere sulla tomba di Peter. Messo in fuga da Jim, Frank sequestra una macchina, senza però accorgersi che è legata a un rimorchio. Jim ha così modo di sopraggiungere e pretende di sapere da Frank cosa vuole da lui.

## Fortunate Boy
- Diretto da: Craig Viveiros
- Scritto da: Rowan Joffé

### Trama
Inghilterra, dieci anni prima. Jack Devlin sta lavorando sotto copertura per stanare il criminale Malcolm. Jack è diventato l'amante di sua moglie Helen Keane, sorella di Frank, e ha stretto un buon rapporto con Simon, il figlio della donna. I Keane vivono in una fattoria, dove possiedono un allevamento di cani. Frank sceglie un cucciolo che Simon dovrà tenere in casa e il bambino gli dà il nome Whitey.
Dopo essere tornato a casa da Angela e dalla piccola Anna, Jack torna in fattoria per completare la missione. Una sera Simon esce alla ricerca di Whitey, finendo tra le grinfie di suo padre Malcolm che è tornato per uccidere Jack. Simon riesce a sfuggirgli trafiggendolo con un coltellino alla gamba e si precipita ad avvertire Jack. L'uomo ed Helen approntano una fuga che però svanisce quando Malcolm e il suo sgherro Foxy entrano in casa. Dopo aver torturato Jack, Malcolm vuole che sia Helen a sparare il colpo fatale. Helen non ha il coraggio di uccidere Jack, così l'uomo è rinchiuso nell'allevamento in attesa che sia Malcolm a finirlo. Nel frattempo, sopraggiunge Frank che ricorda a Malcolm il pericolo a cui esporrebbe la loro famiglia uccidendo un poliziotto.
Jack implora Simon di liberarlo dalla gabbia, promettendogli che tornerà a salvare lui e la madre. Quando Malcolm entra nella stalla per ucciderlo, Jack lo tramortisce con un'asse di legno. Purtroppo Jack non manterrà la promessa e Simon non lo vedrà più tornare. Mentre i cani dell'allevamento muoiono uno dopo l'altro ed Helen precipita nel baratro dell'alcolismo, Simon diventa Whitey (come il cucciolo che Jack gli affidò) e cova la sua vendetta contro l'uomo che lo ha illuso.
Presente. Whitey ha raccontato la storia ad Anna. Pur essendo emerso un quadro ancora peggiore di quanto sia stato meschino suo padre, la ragazza non può giustificare Whitey che ha ucciso suo fratello Peter. Whitey replica sottolineando come ormai sia troppo coinvolta con lui per voltargli le spalle.

## My Love Is Vengeance
- Diretto da: Gilles Bannier
- Scritto da: Rowan Joffé

### Trama
Whitey mette Anna in contatto con sua madre per costringerla a dirle che Jack Devlin ha rovinato loro la vita. Whitey non riesce più a vivere con il rimorso di aver ucciso Peter e chiede ad Anna di sparargli, ma la ragazza non è abbastanza coraggiosa. Mentre Elizabeth e Jaclyn stanno cercando di disfarsi del cadavere di Gagnon nel bosco, Angela è impegnata a pulire tutte le tracce di sangue in casa. Siccome le telecamere non funzionano, Denise telefona ad Angela per avvertirla che passerà a dare un'occhiata. Essendoci ancora sangue dappertutto, sulle pareti e sulle scale, Angela prende la drastica decisione di accendere il gas per far esplodere la casa. Nick sta cercando Jack perché ha ottenuto il mandato d'arresto per l'omicidio di Roger Crouch. Jack e Angela si incontrano da Randy's, dove l'uomo ha immobilizzato Frank e Randy e vuole sapere chi è l'assassino del figlio. Frank resiste alle torture che Jack infligge contro di lui e Randy, ma Angela non vuole che il marito faccia del male alla donna. Frank alla fine cede e fa il nome del bambino di Helen, Whitey. All'uscita dal locale, Nick tenta di arrestare Jack che gli spara alla gamba.
Elizabeth e Jaclyn sono a Calgary, alla sede centrale della North Stream, per testimoniare contro Gagnon. Elizabeth ricatta i manager della North Stream, pretendendo la nomina ad amministratore delegato della compagnia in cambio del suo silenzio sui fatti di Reverie. Al tempo stesso Jaclyn vuole che Elizabeth provveda al sostentamento della comunità indiana, altrimenti dirà la verità su quanto accaduto a Gagnon. Anna ha capito che i genitori, utilizzando il localizzatore che il padre le aveva installato sul cellulare, stanno arrivando per uccidere Whitey e lo sprona ad andarsene. Angela, preoccupata che il marito possa fare del male al ragazzo, lo immobilizza nel portafucile sul retro della macchina. Whitey convince Anna a fuggire insieme a lui, quando Angela fa irruzione nel capanno e vuole costringere Whitey a scappare senza sua figlia prima che arrivi Jack, nel frattempo liberatosi. Anna si muove per portare via Whitey e Angela spara alla gamba del ragazzo. Dopodiché la giovane si fa consegnare il fucile dalla madre, pronta a sparare contro il padre se necessario.
Jack e Angela raggiungono Anna e Whitey, fermatisi perché il ragazzo non è in grado di camminare. Anna minaccia di sparare al padre, incolpandolo dell'aborto a cui ha costretto Helen. Anna dice di amare Whitey e spara un colpo che va a vuoto. Jack ricorda a Whitey il gioco di "muoversi al due" che facevano dieci anni prima in Inghilterra, estraendo la pistola per sparare contro sua figlia. Whitey si sottrae ad Anna, facendosi colpire da Jack. Prima di morire Whitey dice a Jack di avergli sempre voluto bene, ma l'uomo lo finisce con altri due colpi. Anna prende la pistola di Whitey e spara al padre.